# Около полуночи
«Около полуночи» (англ. Round Midnight) — музыкальный драматический кинофильм.
Название происходит от композиции Телониуса Монка 1943 года «Около полуночи», которая звучит в этом фильме в аранжировке Хэнкока.

## Сюжет
Дейл Тернер (Декстер Гордон) — стареющий гениальный саксофонист, композитор, импровизатор — посвящает все свои силы музыке, которая спасает его от жестокости жизни. Из-за того, что Дейл — афроамериканец, ему приходится постоянно защищать своё достоинство в мире шоу-бизнеса и в обществе. В погоне за ускользающей популярностью Дейл оказывается в Париже, где у него происходит случайная встреча с молодым парижанином Франсуа (Франсуа Клюзе), страстным поклонником его искусства.
Давно влюблённый в звук саксофона Дейла, Франсуа становится верным другом Дейла.

## В ролях
- Декстер Гордон — Дейл
- Франсуа Клюзе — Франсуа
- Габриэль Хэйкер — Беранже
- Сандра Ривз-Филлипс — «Лютик»
- Лонетт Макки — Дарси Ли
- Кристин Паскаль — Сильви
- Херби Хэнкок — Эдди Уэйн
- Пьер Трабо — отец Франсуа
- Фредерик Мейнингер — мать Франсуа
- Бобби Хатчерсон — Эйс
- Рон Картер — бас-гитарист Davout Studio
- Фредди Хаббард — трубач из Нью-Йорка
- Эрик Лу Ланн — трубач Davout Studio
- Джон Маклафлин — гитарист Blue Note
- Пьер Мишло — басс-гитарист Blue Note
- Уэйн Шортер — тенор-саксофонист Blue Note
- Палле Миккельборг — трубач Davout Studio
- Седар Уолтон — пианист
- Мэдс Виндинг — басс-гитарист Davout Studio
- Тони Уильямс — барабанщик из Лиона
- Джон Берри — Бен
- Мартин Скорсезе, Филипп Нуаре, Эдди Митчелл — камео[2]

## Восприятие
На сайте агрегатора рецензий Rotten Tomatoes 96 % из 25 отзывов критиков положительные, со средней оценкой 8 из 10. Консенсус сайта гласит: «„Полночный джаз“ — это редкая джазовая драма, блестяще воплощённая в жизнь благодаря выдающейся игре Декстера Гордона» . Фильм занял 2-е место в списке лучших фильмов 1986 года по версии Роджера Эберта и 9-е место по версии Джина Сискела. В своей рецензии на фильм для Chicago Sun-Times Эберт отметил, что в фильме используются живые выступления настоящих джазовых музыкантов, и похвалил актёрскую игру Гордона, написав: «Гордон играет главную роль с жутким магнетизмом. Он музыкант, а не актёр, и всё же ни один актёр не смог бы сыграть эту роль с таким достоинством, мудростью и болью».